# Smirnenski (distrikt i Bulgarien, Ruse)
Smirnenski (bulgariska: Смирненски) är ett distrikt i Bulgarien.   Det ligger i kommunen Obsjtina Vetovo och regionen Ruse, i den nordöstra delen av landet, 270 km öster om huvudstaden Sofia.
Trakten runt Smirnenski består till största delen av jordbruksmark. Runt Smirnenski är det ganska glesbefolkat, med 35 invånare per kvadratkilometer.